# Parser SLR
In informatica, un Parser SLR è un parser LR che riconosce tabelle di parsing generate come per un parser LR(0), ma che effettua una riduzione con la regola grammaticale A → w solo se il simbolo successivo in input è nel follow set. Questo parser può evitare alcuni conflitti di tipo shift-reduce e reduce-reduce e può quindi funzionare con un numero maggiore di grammatiche. Non è tuttavia in grado di analizzare tutte le grammatiche libere dal contesto, come può  invece fare un parser LR(1). Una grammatica correttamente riconosciuta da un parser SLR viene detta grammatica SLR.

## Esempio
La seguente grammatica può esser riconosciuta da un parser SLR ma non da un parser LR(0)::
(1) E → 1 E
(2) E → 1
Costruire la action table e la goto table come per un parser LR(0) darebbe il seguente insieme di item e tabelle:
Item set 0
S → • E
+ E → • 1 E
+ E → • 1
Item set 1
E → 1 • E
E → 1 •
+ E → • 1 E
+ E → • 1
Item set 2
S → E •
Item set 3
E → 1 E •
Le tabelle di action e goto:
|       | action | action | goto |
| state | 1      | $      | E    |
| 0     | s1     |        | 2    |
| 1     | s1/r2  | r2     | 3    |
| 2     |        | acc    |      |
| 3     | r1     | r1     |      |

Come si può notare c'è un conflitto di tipo shift-reduce per lo stato 1 e il terminale '1'. Tuttavia, l'insieme dei follow di E è { $ } così le azioni di reduce r1 e r2 sono valide solamente per la colonna $. Il risultato è la seguente tabella priva di conflitti:
|       | action | action | goto |
| state | 1      | $      | E    |
| 0     | s1     |        | 2    |
| 1     | s1     | r2     | 3    |
| 2     |        | acc    |      |
| 3     |        | r1     |      |

## Algoritmo
```
1 Inizializzare la pila con S
2 Leggere il simbolo in input
3 While (true), do:
3.1 if Action(top(stack), input) = S
         NS <- Goto(top(stack),input)
         push NS
         Leggi il prossimo simbolo
3.2 else if Action(top(stack), input) = Rk
         output k
         fai il pop |RHS| della produzione k dalla pila
         NS <- Goto(top(stack), LHS_k)
         push NS
3.3 else if Action(top(stack),input) = A
         output corretto, return
    else
         output non valido, return
```